# The Easter Bonnet
The Easter Bonnet è un cortometraggio muto del 1912. Il nome del regista non viene riportato nei titoli.

## Produzione
Il film fu prodotto dalla Eclair American.

## Distribuzione
Distribuito dalla Motion Picture Distributors and Sales Company, il - un cortometraggio in una bobina - film uscì nelle sale cinematografiche statunitensi il 25 aprile 1912.